# Позоян, Маргарита Муратовна
Маргарита Муратовна Позоян (род. 21 декабря 1984, Краснодар, РСФСР) — автор и исполнитель песен, финалистка проекта Голос на Первом канале, ведущая, музыкальный педагог по вокалу, продюсер.

## Биография
Маргарита Позоян (ранее известна под сценическим псевдонимом Arishata) родилась в Краснодаре, по происхождению — армянка. В возрасте двух лет переехала вместе с семьей в г. Артёмовск Донецкой области. У Позоян есть младшая  сестра Екатерина и брат Владислав. В 13 лет стала обладательницей Гран-при первого в её жизни конкурса «Бахмутская звездочка».
В 14 лет Позоян стала победительницей в номинации «Молодые голоса» открытого телевизионного фестиваля-конкурса лирической песни Евгения Мартынова «Отчий дом». Премию получила из рук председателя жюри И. Д. Кобзона и В. Ф. Януковича.
В 2001 году победила во Вторых всероссийских молодежных Дельфийских играх в Смоленске и стала обладательницей золотой медали. После окончания средней школы с золотой медалью переехала в Москву. После прослушивания в Государственном музыкальном училище эстрадно-джазового искусства (ГМУЭДИ) приёмная комиссия во главе с Владимиром Хачатуровым рекомендовала Позоян поступать в Институт современного искусства (ИСИ). Вступительная комиссия ИСИ приняла Позоян сразу на второй курс.
С 2008 года Маргарита является резидентом проекта «JazzPort».
В 2009 году стала финалисткой отборочного тура конкурса «Евровидение», где впервые появилась под псевдонимом Аришата с песней «Breakdown» (муз. Роман Стикс, слова Дмитрий и Сара Бузаджи).
В 2012 году стала участницей, а потом и финалисткой первого сезона проекта Первого канала «Голос», войдя в команду Димы Билана.
В 2013 году Позоян получила премию «Открытие года» на Армянской национальной музыкальной премии «Ташир», которая проходила в Кремлёвском дворце.
Маргарита выступала в качестве солистки в составе группы «Laya Bam Band».
Была ведущей на телевизионном канале «АрмТВ» в программе «Открытый эфир».
В сентябре 2017 года на телеканале «Мир 24» стартовал проект «Во весь голос». Позоян четыре сезона подряд являлась наставником команды Армении. В 2019 году команда из Армении стала победителем проекта в двух номинациях «Лучшая команда» и «Лучшая певица», обойдя восемь стран.
22 августа 2018 года состоялась презентация дебютного альбома Позоян «#1».
В марте 2019 года вышел сингл «Never Say No», автором которого является Позоян. В сентябре 2019 вышла песня «Не обещай», а в конце ноября состоялась премьера клипа.
В феврале Позоян совместно с Семёном Величко выпустила акустическую, дуэтную версию своей песни «Somebody Tell Me».
2 декабря 2020 года презентовала песню и клип «Без остатка».
Летом 2021 года вышли песня и клип «Только ты», которые встали в ротацию на многие музыкальные каналы.
3 декабря 2021 года состоялась премьера песни «Impossible».
22 апреля прошла презентация работы «Любовь, живи». 
Весной 2022 года Маргарита вошла в преподавательский состав «Музыкальной академии Ларисы Долиной» по приглашению Ларисы Александровны, а летом того же года в рамках форума Леонида Агутина AguTeens на Красной поляне была приглашённым педагогом по вокалу.   
В начале июня 2022 года вышла песня на русском и армянском языках «Shat sirun es», а в августе — песня на армянском языке «Xosqer», текст которой написала Соси Ханикян, а музыку — Севак Ханагян.

## Дискография
- 2014: Навстречу солнцу (Single)
- 2016: Apologize (Single)
- 2016: Apologize (DJ Aristocrat Remix)
- 2017: Заметет зима
- 2018: #1[7].
- 2018: Never Tear Us Apart (Cover OST «Fifty Shades Freed»)
- 2019: Never Say No (Single)
- 2019: СЛ (Acoustic version)
- 2019: Не обещай (Single)
- 2020: Somebody Tell Me (Acoustic duet version)
- 2020: Без остатка
- 2021: Только ты
- 2021: Impossible
- 2022: Любовь, живи
- 2022: Shat sirun es
- 2022: Xosqer

## Клипы
- 2014: Навстречу солнцу
- 2015: Было или нет (совместно с Мартом Бабаяном)
- 2015: Сестра по духу (совместно с ARTSVIK)
- 2016: Секрет
- 2018: Never Tear Us Apart (Cover OST «Fifty Shades Freed»)
- 2019: Never Say No (Lyric video)
- 2019: СЛ (Acoustic version)
- 2019: Не обещай
- 2020: Somebody Tell Me (Acoustic duet version)
- 2020: Без остатка
- 2021: Только ты
- 2021: Impossible
- 2022: Любовь, живи
- 2022: Shat sirun es (mood video)
- 2022: Xosqer

## Дуэты
- 2014: дуэт с Александром Панайотовым — «Мастер и Маргарита»
- 2015: дуэт с Мартом Бабаяном — «Было или нет»
- 2015: дуэт с Димой Биланом — «Голос тишины»
- 2015: дуэт с ARTSVIK — «Сестра по духу»
- 2016: дуэт с Ольгой Кляйн — «Невесомая»
- 2017: дуэт с Arame — «Yerkusov» (Live concert)
- 2018: дуэт с Александром Еловских — «Два любящих сердца»
- 2020: совместно с Александром Киреевым и Ириной Ортман — «Свет надежды»
- 2020: дуэт с Семёном Величко — «Somebody Tell Me» (Acoustic Duet Version)